# Relations entre l'Iran et la Syrie
Les relations entre l'Iran et la Syrie sont les relations internationales entre la république islamique d'Iran et la République arabe syrienne. La Syrie est souvent considérée comme la plus proche alliée de l'Iran. La Syrie coopère avec l'Iran pour approvisionner en armes les groupes palestiniens.

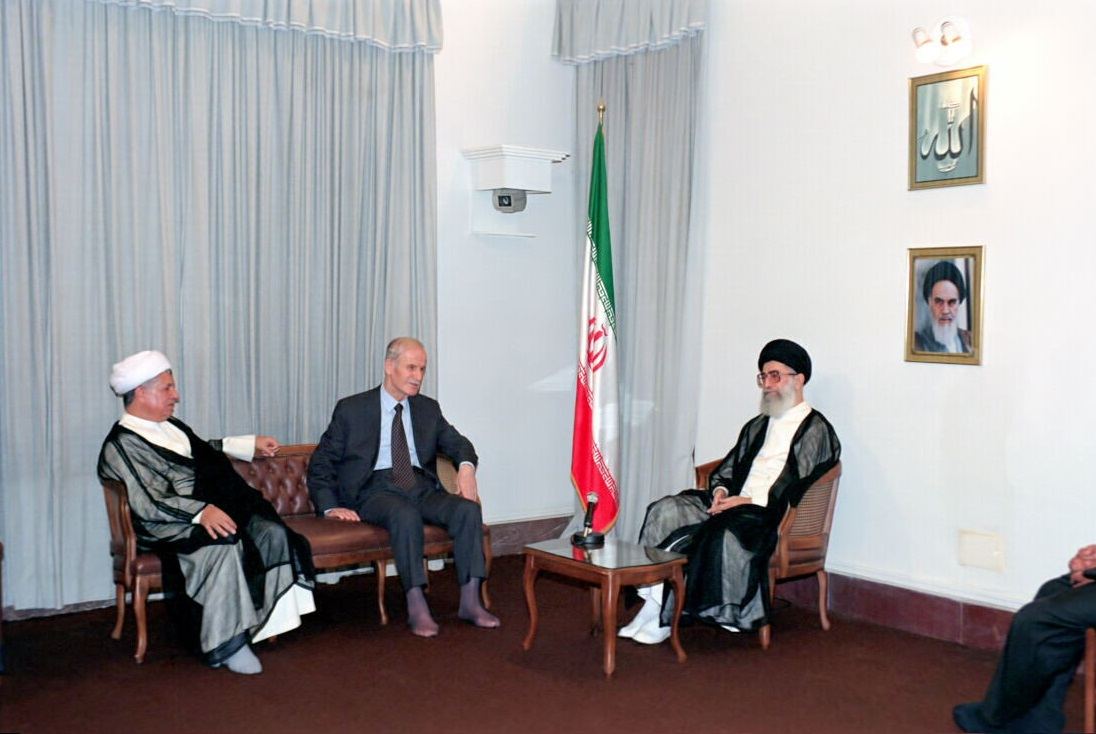
Hachemi Rafsandjani, Hafez el-Assad et Ali Khamenei en Iran (1997).